# آدم (لون)
الآدم هو اللون البني الشاحب وهو لون أوراق الشجر الذابلة أو التربة الرملية في الحقول المُراحة.